# Qoros 7
Le Qoros 7 est un SUV (Sport Utility Vehicle) de taille moyenne produit par le constructeur automobile chinois Qoros.

## Aperçu

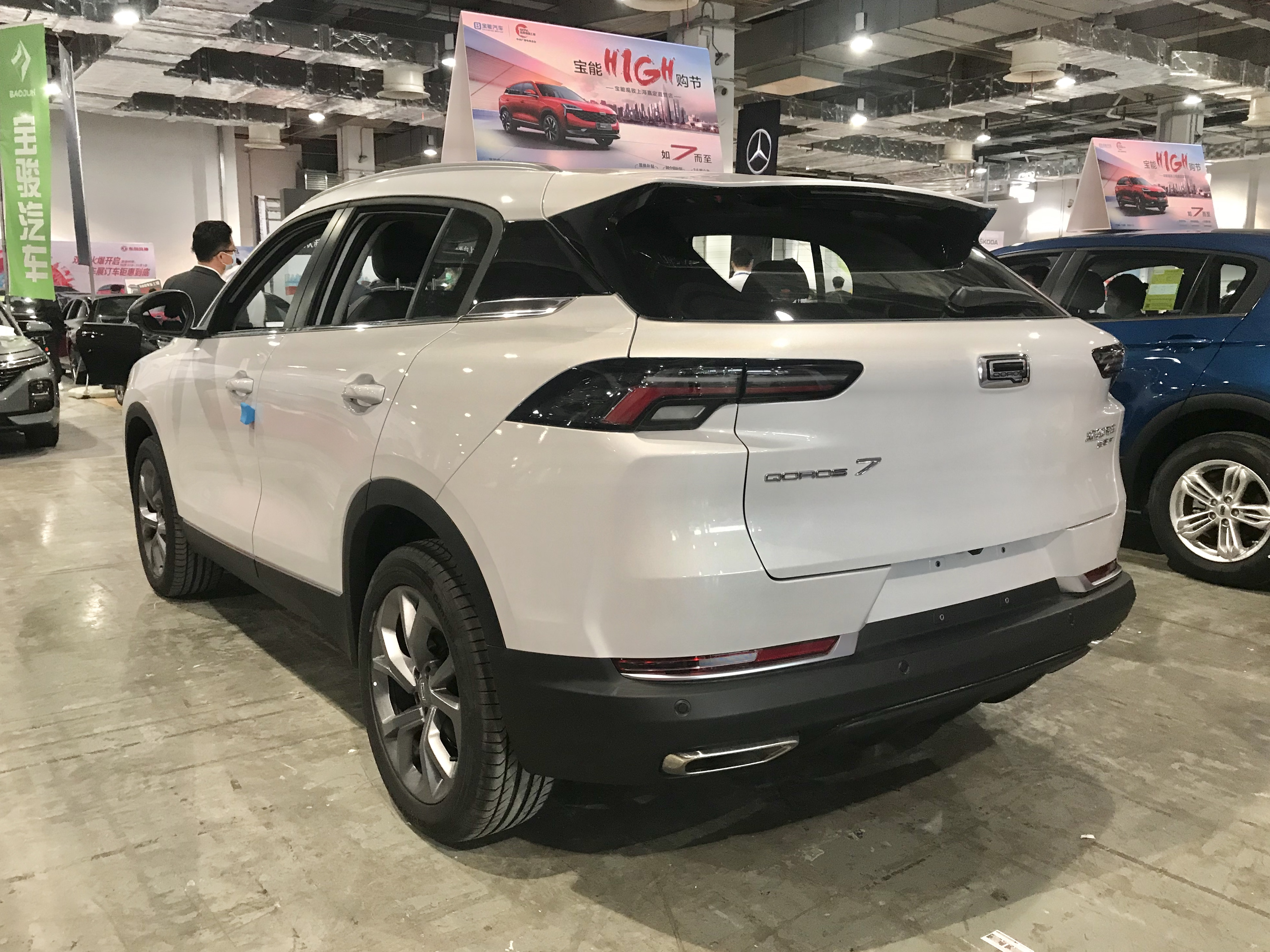
Qoros 7 arrière

Le Qoros 7 a été lancé en septembre 2020 en tant que premier modèle de Qoros sous le contrôle de Baoneng Investment Group. Le modèle est également le modèle phare de Qoros, car c'est le plus grand modèle proposé par Qoros à ce jour.
Le SUV cinq portes a été lancé au Salon de l'automobile de Pékin 2020 en novembre 2020, avec une face avant qui hérite du langage de conception du concept-car Qoros MILE II révélé lors du Salon de l'auto de Shanghai en 2019.

## Caractéristiques
Basé sur une plate-forme élargie du SUV compact Qoros 5, le Qoros 7 est livré avec des options de deux moteurs essence turbocompressés, un moteur 4 cylindres en ligne 1,6 litre de 204 ch (150 kW) et 280 N m ou un moteur 4 cylindres en ligne 1,8 litre de 231 ch (170 kW) et 300 N m qui adopte la technologie de levée de soupape à variation continue Valvetronic et la technologie d'injection directe à refroidissement intermédiaire de suralimentation. Une boîte automatique à sept rapports à double embrayage humide est la seule option de transmission proposée pour le Qoros 7. La suspension du Qoros 7 est constituée à l'avant de jambes de force MacPherson avec une configuration arrière de multibras indépendante, et la direction assistée électroniquement est développée par Bosch.